# Aaron Stone
Aaron Stone är en amerikansk TV-serie som visades på Disney XD och lanserades på denna kanal i februari 2009. Aaron Stone var Disney Xd:s första egenproducerade tv-serie. Aaron Stone är en äventyrsserie skapad av Bruce Kalish och handlar om tonåringen Charlie Landers (spelad av Kelly Blatz) som får i uppdrag att gestalta avataren Aaron Stone, från det fiktiva TV-spelet Hero Rising. Bland skådespelarna finns Kelly Blatz, David Lambert, JP Manoux och Tania Gunadi.